# François Descurain
François Descurain jr. (* 22. August 1658 in Étampes; † 17. oder 18. März 1740) war ein französischer Apotheker und Botaniker.

## Leben und Wirken
François Descurain jr. aus Étampes bei Paris war der Sohn des Apothekers François Descurain sen. und dessen Frau, Cantienne Ramon.
Er studierte Medizin und absolvierte ferner in Paris eine pharmazeutische Ausbildung kehrte aber nach dem Tode seines Vaters nach Étampes zurück, um dessen Apotheke zu übernehmen. Seine Tochter war Marie-Françoise Descurain.
Wegen seiner botanischen Interessen knüpfte Descurain freundschaftliche Verbindungen zu Bernard de Jussieu und dessen Bruder Antoine de Jussieu. Außerdem pflegte er Briefwechsel und regelmäßige Treffen mit anderen Apothekern und mit Ärzten und Lehrern, um sich mit ihnen über philologische und naturwissenschaftliche Themen auszutauschen. Descurain schrieb eine Flora seines Heimatortes Étampes, die er jedoch nicht selbst veröffentlichte. 
Seine Tochter Marie-Françoise Descurain heiratete am 26. Juli 1706 Jean Guettard (1691–1742), deren Sohn Jean-Étienne Guettard (1715–1786) setzte die botanischen Studien seines Großvaters mütterlicherseits, François Descurain jr., fort und schrieb u. a. das Buch mit dem Titel Observations sur les plantes (2 Bände, Paris 1747).

## Dedikationsnamen
Zu Ehren von Descurain gaben die Botaniker Philip Barker Webb (1793–1854) und Sabin Berthelot (1794–1880) den Besenrauken, einer Pflanzengattung aus der Familie der Kreuzblütengewächse, den wissenschaftlichen Namen Descurainia. Darunter:
- Descurainia bourgaeana Webb
- Descurainia lemsii Bramwell
- Descurainia millefolia Webb & Berth.
- Descurainia sophia (L.) Webb